# Saint-Martin-des-Landes
Saint-Martin-des-Landes ist eine Gemeinde im französischen Département Orne in der Normandie. Sie gehört zum Arrondissement Alençon und zum Kanton Magny-le-Désert. 
Nachbargemeinden sind Carrouges im Norden, Chahains im Nordosten, Rouperroux im Osten, Saint-Ellier-les-Bois im Südosten, Ciral im Süden, Lignières-Orgères im Südwesten sowie Joué-du-Bois und Saint-Martin-l’Aiguillon im Nordwesten.

## Bevölkerungsentwicklung
| Jahr      | 1962 | 1968 | 1975 | 1982 | 1990 | 1999 | 2010 | 2015 | 2021 |
| --------- | ---- | ---- | ---- | ---- | ---- | ---- | ---- | ---- | ---- |
| Einwohner | 103  | 187  | 145  | 152  | 173  | 178  | 203  | 210  | 187  |

## Sehenswürdigkeiten

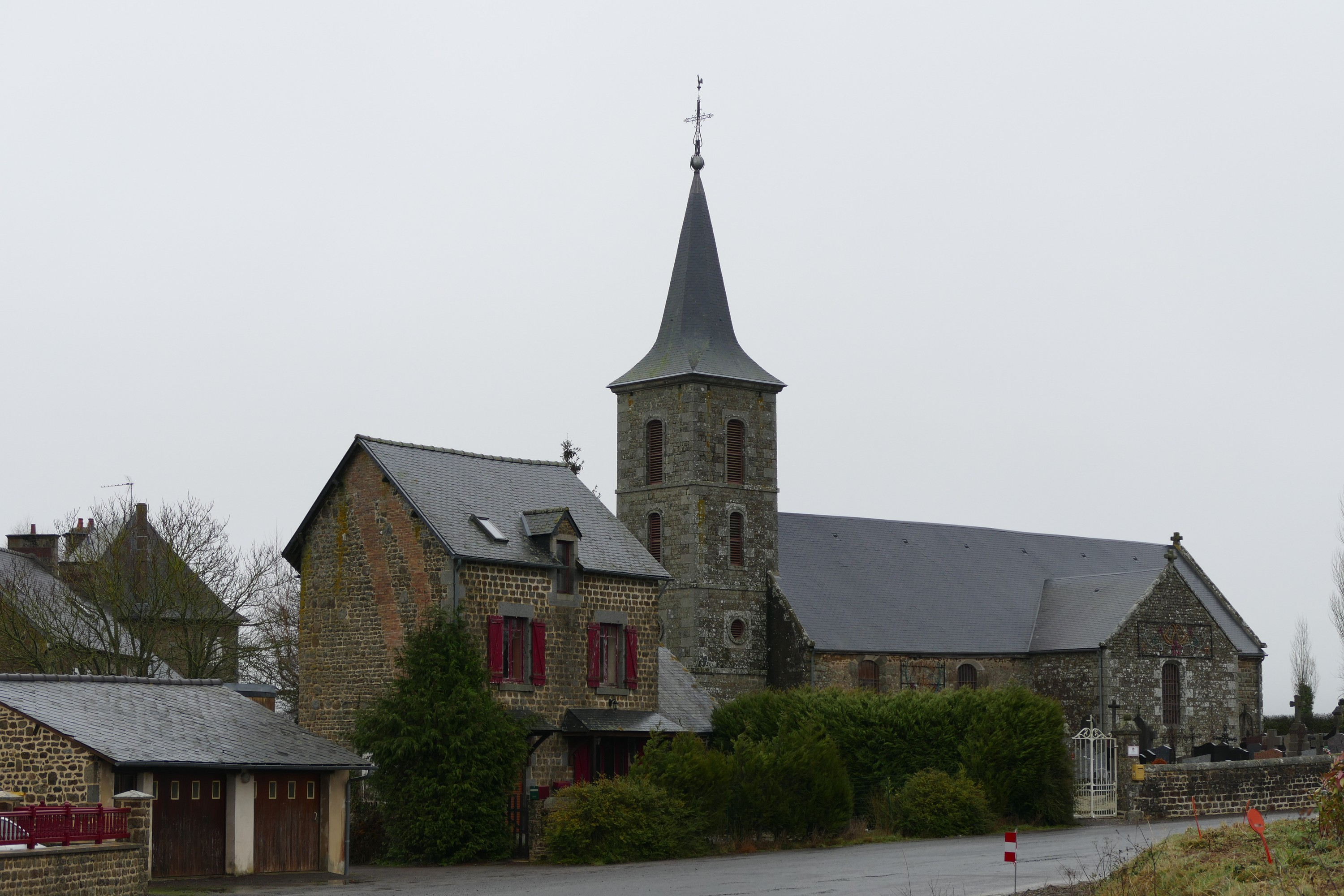
Kirche Saint-Martin

- Kirche Saint-Martin